# Punisher

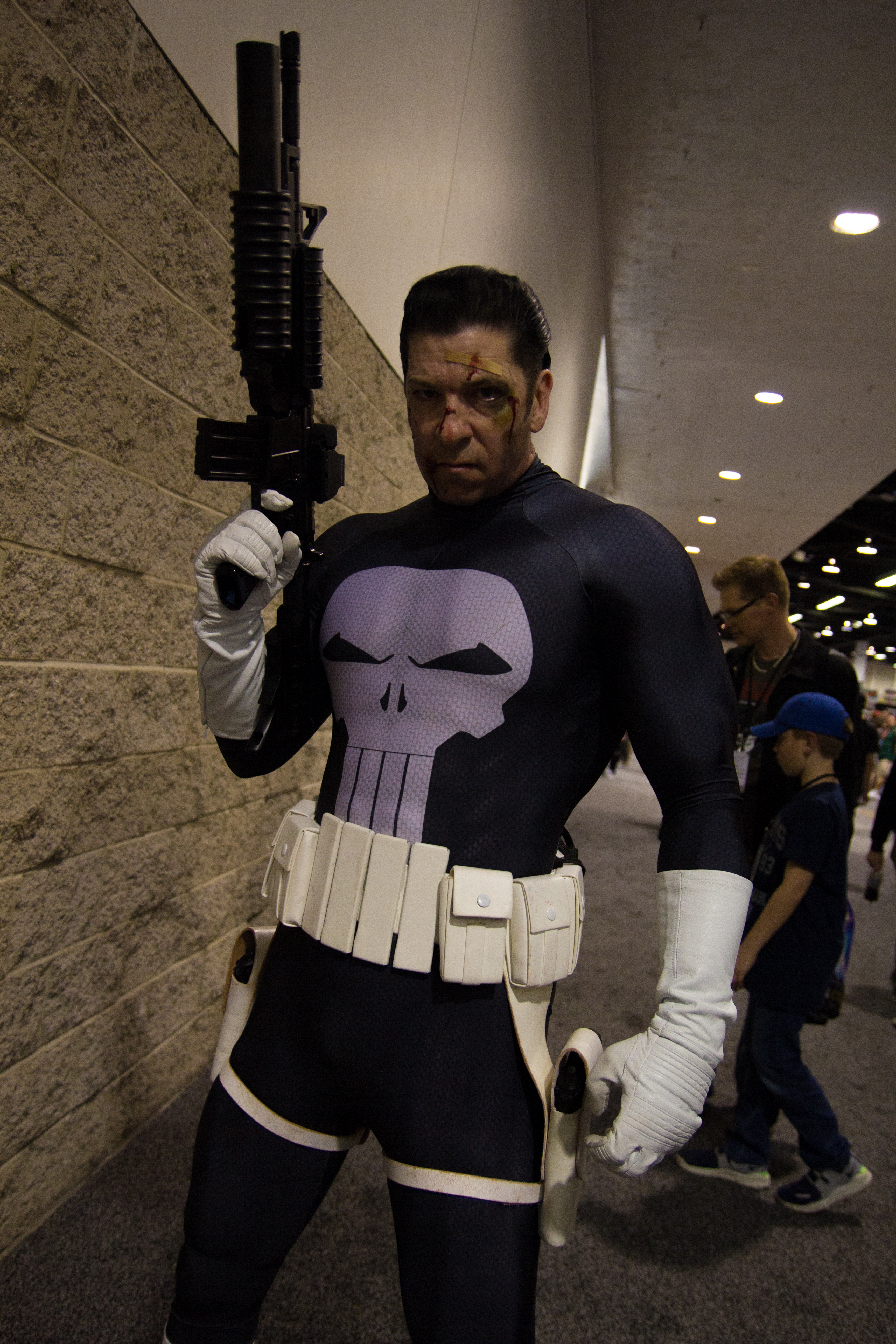
O persoană îmbrăcată ca Pedepsitorul.

Pedepsitorul (Frank Castle) este un caracter fictiv și un erou negativ creat de Marvel Comics Universe. Este unul dintre cei mai vechi eroi ai lumii.

## Personajul
El a apărut prima oară în revista de benzi desenate The Punishers Avange (1985) în care este exprimată durerea lui John Clane (acesta este numele lui clasic dar mai apoi i s-a schimbat în alte multe nume) pentru familia sa ucisă de către mafioți. El, după înmormântarea soției și fiicei lui, este prins pe stradă de niște gangsteri și este bătut la sânge. Apoi se trezește în spital cu ursulețul fiicei lui în mână. Pe radiografia lui își vede craniul. După 2 ore, gangsterii merg la spital să-și termine treaba. Surprinzător John se scoală din pat și îi strivește capul unui gangster. Îi ia pistolul și îi ucide pe ceilalți. Când ajunge în casa lui se tunde și pe un tricou negru își inscripționează craniul alb. De atunci New Yorkul îl cunoaște ca the Punisher (Pedepsitorul). Peste 3 ani de la lansarea revistei de benzi desenate The Punisher apare din nou ca vânătorul lui Spider Man unde John Clane este angajat de KingPin să-l ucidă pe băgăciosul de Spider Man în schimbul unei informații despre cei care i-au ucis familia. Până la urmă John își dă seama de greșeală și se duce să-l ucidă pe Kingpin dar Spider Man îl oprește iar Kingpin intră la închisoare pe viață. După 2 luni de la lansarea revistei de benzi desenate Spider Hunt (Vânătoarea de păianjeni) apare Dr.Mystery și Clane the hunter (Dr. Mister și Clane vânătorul) unde The Punisher face un „pact” cu dr. Mister în care dr. Mister îi examina creierul și corpul în schimbul unei informații. John își dă seama că dr. Mister voia să-l asasineze așa că l-a amenințat că-l aruncă de pe balconul de la etajul 40 dacă nu-i dă informația cerută. După ce dr. Mistery i-a dat informația a încercat să-l împuște pe The Punisher dar, într-o fracțiune de secundă, John l-a lovit cu piciorul pe doctorul nebun și l-a aruncat de la etajul 40 lăsându-l pentru restul vieții cu fața disproporționată. Mai târziu The Punisher apare în Avange at least (răzbunare în sfârșit) unde John îi găsește pe ucigași și îi ucide iar la sfârșit spune că toată viața lui i-a căutat și pentru că a reușit nu mai știe ce să facă în viață. După acest număr s-a lansat o carte, un joc și un film în cinstea pensionarii lui John Clane alias The Punisher. De atunci a fost considerat cel mai cunoscut mercenar și vânător sângeros și nemilos din întreaga istorie. După el apare Batman care este ca un nepot pentru The Punisher.

## Povestea
Frank Castle este o fostă marină și veteran al războiului din Vietnam, care a avut o viață comună cu soția și copiii săi. El, soția și copiii săi au mers la un picnic în Central Park, unde au asistat la o execuție a mafiei, astfel că cei patru au fost uciși de mafioți pentru că au fost martori la o astfel de crimă, iar Frank a fost singurul supraviețuitor. El a scăpat în mod miraculos de viu și a promis că îi va pedepsi pe cei responsabili de moartea familiei sale. Din acel moment, Frank Castle a decis să înceapă un război deschis împotriva criminalității, folosind metode care nu sunt întotdeauna legale sau în cadrul legii. 
După moartea familiei sale, Castelul a dispărut timp de câteva luni, fiind insubordonat în marină. În timpul în care a dispărut, a acumulat resurse și arme. Până în momentul în care a reapărut, el și-a adaptat abilitățile de luptă pentru a conduce un război cu un singur om împotriva criminalității. El, ca o primă misiune, i-a ucis pe criminalii care i-au ucis soția și copiii. Frank s-a întâlnit în mai multe rânduri cu alți eroi din New York, cum ar fi Omul Păianjen și Daredevil, pe care îi consideră un amestec de dezordine și supărare. Conform modului său de a-l vedea, el este cel care face diferența, eliminând cu siguranță criminalitatea. El crede că alții pur și simplu pun bandaje pe răni. Deși Frank Castle a cooperat cu ei în câteva rânduri, Omul Păianjen și Daredevil sunt opuse polare în modurile lor respective de a vedea crima și pedeapsa și au luptat adesea împotriva ambelor în mai multe ocazii atunci când se întâlnesc. Cumva, Castle se bucură de dușmănia sa cu Omul Păianjen și Daredevil, pe care îi consideră a reprezenta sistemul juridic al națiunii, care interferează întotdeauna cu planurile sale de a asasina criminali. Unii polițiști nu o opresc când o văd, pentru că preferă să aibă grijă de adevărații infractori înainte de a-i aresta, potrivit unora, pe cei care "curăță orașul de gunoi".
Chiar și așa, Pedepsitorul a fost închis de multe ori pentru crimele sale, dar el găsește întotdeauna o modalitate de a scăpa, fie prin mijloace proprii, fie cu ajutorul gardienilor care simpatizează cu modul său de a acționa. Chiar și în închisoare, Castle a continuat să ucidă criminali. De-a lungul anilor, alții cu sentimente similare sau care au pierdut o persoană dragă în circumstanțe comparabile au colaborat cu Pedepsitorul. Polițiștii și procurorii, frustrați de limitările sistemului juridic, l-au ajutat pe Pedepsitor, oferindu-i informații despre infractori sau închizându-i acțiunile. El preferă să mențină aceste interacțiuni la un nivel minim, mergând chiar până la asasinarea câtorva dintre cei care imită vigilenții. Misiunea și filosofia lui sunt simple, de aceea este singur. Pedepsitorul nu caută adepți sau colegi.
După ce și-a extins de mult misiunea de la răzbunarea personală la exterminarea tuturor criminalilor, Castle înțelege pe deplin că cruciada sa nu se va încheia niciodată până în ziua în care va muri. El este la fel de disciplinat acum ca el a fost un marină: el adună informații, stabilește obiective și planuri de operațiunile sale până la cel mai mic detaliu. Este practic imposibil să prinzi Castelul de gardă jos.
Deși autoritățile și marile familii mafiote din New York știu de existența sa, Pedepsitorul continuă să fie înconjurat de mistica unei legende urbane. Pentru mulți criminali el este cel mai mare coșmar al lor, obsedat de dorința sa de a pune capăt crimei și complet de neoprit.